# Ozotuncus
Ozotuncus là một chi bướm đêm thuộc phân họ Tortricinae của họ Tortricidae.

## Các loài
- Ozotuncus ozotuncus Razowski, 1997